# Rurkonos okrągłouchy
Rurkonos okrągłouchy (Nyctimene cyclotis) – gatunek ssaka z podrodziny Nyctimeninae w obrębie rodziny rudawkowatych (Pteropodidae).

## Taksonomia
Gatunek po raz pierwszy zgodnie z zasadami nazewnictwa binominalnego opisał w 1910 roku Knud Andersen, nadając mu nazwę Nyctimene cyclotis. Holotyp pochodził z gór Arfak, z obszaru Manokwari, w prowincji Papua Zachodnia w Indonezji.  
N. cyclotis należy do grupy gatunkowej cyclotis. N. certans jest czasami wymieniany jako podgatunek N. cyclotis, ale badania morfologiczne potwierdziły jego status gatunkowy. Autorzy Illustrated Checklist of the Mammals of the World uznają ten gatunek za monotypowy. 

### Etymologia
- Nyctimene: gr. νυκτι- nukti- „nocny”, od νυξ nux, νυκτος nuktos „noc”; μηνη mēnē „księżyc”[7].
- cyclotis: gr. κυκλος kuklos „okrąg”[8]; -ωτις ōtis „-uchy”, od ους ous, ωτος ōtos „ucho”[9].

## Zasięg występowania
Rurkonos okrągłouchy występuje w północno-zachodniej Nowej Gwinei (Pegunungan Arfak); wstępnie obserwowany na Wyspach Raja Ampat (Waigeo i Mansuar).

## Morfologia
Długość ucha 13,5–13,7 mm, długość tylnej stopy 12–14,6 mm, długość przedramienia 54,2–56 mm. 